# Mark Addy
Mark Addy Johnson (født 14. januar 1964) er en engelsk skuespiller, bedst kendt for sine roller som detektiven Constable Gary Boyle i den britiske sitcom The Thin Blue Line, Mad TV, Dave i filmen The Full Monty, far Bill Miller i USA sitcom Still Standing og for nylig som kong Robert Baratheon i HBO's middelalderlige fantasyserie Game of Thrones.